# Drăgușeni (Galați megye)
Drăgușeni település Romániában, Moldvában, Galați megyében.

## Leírása
A 2002 évi népszámláláskor 5359 lakosa volt, melyből 5345 román, 14 cigány volt. Ebből 5267 ortodox, 4 római katolikus, a többi egyéb volt.
Drăgușeni községközpont, melyhez 6 település: Adam, Căuiești, Fundeanu, Ghinghești, Nicopole és Știețești tartozik.